# Сант-Альфіо
Сант-Альфіо (італ. Sant'Alfio, сиц. Sant'Arfiu) — муніципалітет в Італії, у регіоні Сицилія,  метрополійне місто Катанія.
Сант-Альфіо розташований на відстані близько 520 км на південний схід від Рима, 165 км на схід від Палермо, 27 км на північ від Катанії.
Населення — 1613 осіб (2014).

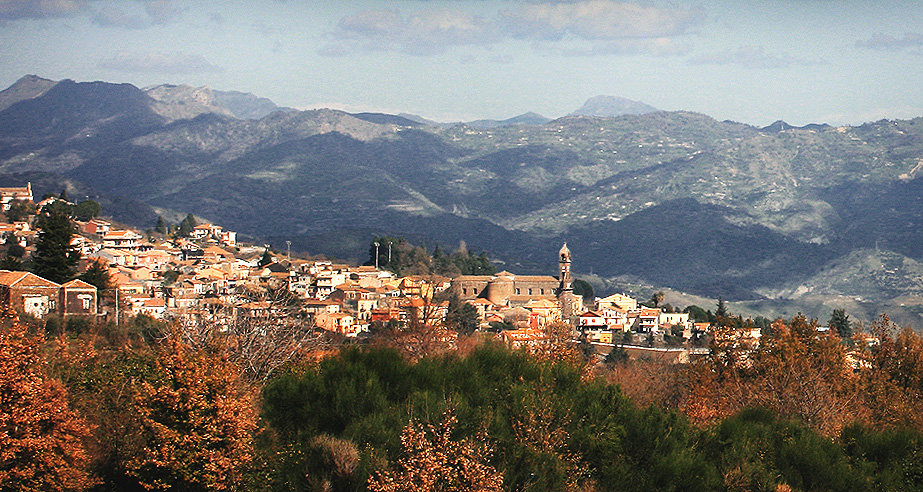

Щорічний фестиваль відбувається першої неділі травня. Покровитель — Santi Alfio, Filadelfo e Cirino.

## Демографія
Населення за роками:

Станом на 1 січня 2023 року в муніципалітеті офіційно проживали 43 іноземці з 12 країн, серед них 22 громадяни країн Євросоюзу.

## Сусідні муніципалітети
- Адрано
- Бельпассо
- Б'янкавілла
- Бронте
- Кастільйоне-ді-Сицилія
- Джарре
- Лінгуаглосса
- Малетто
- Маскалі
- Міло
- Ніколозі
- П'єдімонте-Етнео
- Рандаццо
- Цафферана-Етнеа